# Infobip
Infobip je globalna IT i telekomunikacijska tvrtka koja pruža usluge mobilnih komunikacija u oblaku (cloud) za poslovne korisnike. Portfelj čine profesionalna rješenja za obradu i dostavu SMS i voice poruka, telefonskih poziva, push notifikacija, e-maila te poruka putem popularnih messaging aplikacija. Na popisu klijenata su društvene mreže, internetske kompanije, mobilne messaging aplikacije, banke, marketinške agencije i korporacije, kao i neprofitne organizacije i javne ustanove.
Sjedišta tvrtke su u Londonu, Zagrebu i Puli, dok su regionalni uredi u Buenos Airesu, Sao Paulu, Istanbulu, Kuala Lumpuru, Bangkoku, Vancouveru, Dubaiju, Beogradu, Johannesburgu, Nairobiju, Lagosu, Moskvi i Mumbaiju. U 2014. i 2015. godini, tvrtka je učvrstila poslovanje u Latinskoj Americi i na Dalekom istoku.
Infobip je najveća hrvatska IT kompanija po broju zaposlenih. Od 2009. se razvija na međunarodnoj razini, utemeljenjem ureda i poslovanja u globalnim poslovnim središtima. U studenom 2014. objavio je 1,8 milijuna eura investicije u infrastrukturu, sigurnost i zaštitu podataka. Po analizi ICTbusiness.info i tvrtke Bisnod, Infobip je bio najveći hrvatski izvoznik u IT sektoru u 2016.
Aktivno sudjeluje na tehnološkim konferencijama i sajmovima širom svijeta. Od rujna 2012. organizira vlastitu akademiju te je uspostavio suradnju s nizom sveučilišta i studentskih udruga u Hrvatskoj, Bosni i Hercegovini i Srbiji. Od 2015. priređuje regionalnu konferenciju za programere Dev Days, koja tematizira stručna i organizacijska pitanja suvremenog agilnog developmenta i kontinuirane isporuke.
Infobip je član GSM udruženja, strukovnih grupa kao što su Mobile Ecosystem Forum, Mobile Marketing Association i Mobey forum te posjeduje PCI DSS certifikat, potvrdu o usklađenosti svojih sustava sa sigurnosnim standardima kartične industrije, u domeni dostave osjetljivih podataka, kao što su PIN-ovi kreditnih i platnih kartica.
Prva hrvatska softverska tvrtka s više od 1000 zaposlenika, prvi hrvatski jednorog, prva hrvatska tvrtka koja je (u Hrvatskoj) sagradila poslovni kampus, jedina tvrtka iz Hrvatske koja je sudjelovala u europskom projektu IPCEI.

## Povijest
Infobipov globalni rast povezan je s inkubatorom za poduzetnike u hrvatskom gradu Puli u kojem je tvrtka počela raditi 2006. Na poslovnoj ideji je skupina prijatelja počela raditi još 2002. u Vodnjanu kraj Pule.

## Istraživanje i razvoj
Tvrtka zapošljava više od 140 programera podijeljenih u 25 timova u 6 razvojno-istraživačkih centara u Hrvatskoj, BiH, Srbiji i Rusiji. Rješenja isporučuje po principu kontinuirane isporuke. Upravlja s više od 400 servisa u 6 globalno distribuiranih podatkovnih centara. Tvrtka izlaže svoj REST API koji omogućuje programerima da dodaju telekom funkcionalnosti u svoje IT sustave, mobilne aplikacije i web usluge.

## Nagrade i priznanja
- Najbolje ocijenjeni A2P SMS vendor na svijetu, 2017.[23][24][25][26]
- Finalist međunarodnog strukovnog izbora "Global Carrier Awards" u kategoriji Inovacije, Pariz, studeni 2016.[27]
- Najbolji A2P SMS provider – Messaging and SMS World Awards, London, prosinac 2015.[28]
- Brzo rastuća tvrtka u području mobilnih usluga – Mobile Business Excellence Award 2015, Malaysia[29]
- EE akreditirani partner, EE učinkoviti partner (London)
- Najbolja usluga za poslovne korisnike u Africi – finalist – Total Telecom Afrika Awards 2015[30]
- Finalist natjecanja za mobilne inovacije Citi banke, Latinska Amerika – Citi mobile innovation competition in Latin America, June 2014[31]
- Priznanje za poseban doprinos zapošljavanju i razvoju gospodarstva grada Pule – Grad Pula, 2014.[32][33]
- Zlatni indeks - za ulaganja u studentske udruge i projekte u 2013.[34]
- Nagrada EY Poduzetnik godine (2018.)[35]